# Bürgerbewegung (Island)
Die Bürgerbewegung (isl. Borgarahreyfingin) war eine Partei in Island. Sie entstand 2009 unter dem Eindruck der Finanzkrise. Bei der Parlamentswahl 2009 konnte die Partei 7,2 Prozent und damit vier von 63 Mandaten im isländischen Parlament Althing erringen.
Prominentes Mitglied der Partei war der Filmemacher Þráinn Bertelsson. Schon am 14. August 2009 trat er aus der Partei aus und wurde fraktionslos. Am 18. September 2009 gründeten die drei übrigen Abgeordneten Birgitta Jónsdóttir, Margrét Tryggvadóttir und Þór Saari eine neue Gruppe unter dem Namen Hreyfingin („Die Bewegung“). Damit war die Bürgerbewegung nicht mehr im Parlament vertreten. Am 18. März 2012 ging aus den drei Parteien Bürgerbewegung, Hreyfingin und Liberale Partei Islands die neue Partei Dögun („Morgendämmerung“) hervor.